# 3923 Radzievskij
3923 Radzievskij eller 1976 SN3 är en asteroid i huvudbältet som upptäcktes den 24 september 1976 av den rysk-sovjetiske astronomen Nikolaj Tjernych vid Krims astrofysiska observatorium på Krim. Den har fått sitt namn efter den ryske astronomen Vladimir Radzievskii.
Asteroiden har en diameter på ungefär 29 kilometer och den tillhör asteroidgruppen Hilda.